# São João do Ivaí
São João do Ivaí es un municipio brasileño del estado de Paraná. Posee un área de 353,331 km² representando el 0,1773 % del estado, 0,0627 % de la región y 0,0042 % de todo el territorio brasileño. Se localiza a una latitud 23°58′48″ sur y a una longitud 51°49'04" oeste, estando a una altitud de 495 metros. Su población estimada en 2005 era de 11 024 habitantes.

## Demografía
Datos del censo - 2000
Población Total: 13 196
- Urbana: 9368
- Rural: 3828
- Hombres: 6549
- Mujeres: 6647

Índice de Desarrollo Humano Municipal (IDH-M): 0,689
- Idh salario: 0,628
- Idh longevidad: 0,651
- Idh educación: 0,789

## Clima
Posee un clima subtropical húmedo mesotérmico, con veranos calientes y heladas poco frecuentes, tendencia de concentración de lluvias en los meses de verano, sin estación de sequía definitiva. Las medias de los meses calientes son superiores a 22 °C, y la de los meses más fríos es inferior a 13 °C.

## Hidrografía
- Río Ivaí,
- Río Macaco,
- Río Bulha,
- Río Agua Rica
- Río Corumbataí

## Carreteras
- BR 369
- PR 082
- PR 650

## Administración
- Prefecto: Clóvis Bernini junior (Juninho) (2009/2012)
- Viceprefecto: Edilson José Lopes (Caveira)
- Presidente de la Cámara: Valdecir Farias de Oliveira (Valdecir del Luar) (2009/2012)